# Сера Сант'Абондио
Сѐра Сант'Або̀ндио (на италиански: Serra Sant'Abbondio, на местен диалект la Serra, ла Сера) е село и община в Централна Италия, провинция Пезаро и Урбино, регион Марке. Разположено е на 523 m надморска височина. Населението на общината е 1113 души (към 2010 г.).